# Oakridge (Hampshire)
Oakridge – wieś w Anglii, w hrabstwie Hampshire, w dystrykcie Basingstoke and Deane. Leży 31 km na północny wschód od miasta Winchester i 72 km na zachód od Londynu.